# Tieum
Pour les articles homonymes, voir Fournier.
Tieum, de son vrai nom Matthieu Fournier, est un producteur et disc jockey français, principalement axé industrial hardcore. Depuis 1992, en deux décennies, Fournier s'implique dans la scène hardcore internationale en composant pour de nombreux labels notoires indépendants comme Altern-Hate, Psychiatrik et Tcher-No-Beat, dont il est fondateur, puis dans des labels réputés à l'international tels que Masters of Hardcore, et Neophyte Records depuis 2012. 
Tieum est considéré par ses pairs et les adeptes de la scène comme l'un des piliers du hardcore français et international,,.

## Biographie
Fournier découvre la musique hardcore dans la région parisienne pendant son adolescence, et s'intéresse plus particulièrement à l'artiste belge Liza 'N' Eliaz qu'il considérait à l'époque comme très éclectique dans cette scène. Il mixe pour la première fois, et lors d'un concours de circonstance, pendant une soirée organisée par le label Psychiatrik Records. Il débute dans la scène hardcore en 1992, organise de nombreuses soirées jusqu'en 1996, et joue principalement aux Pays-Bas. Il fait paraître ses premières compositions au label montpelliérain Kanyar et est le fondateur de plusieurs labels tels que Psykiatrik Records depuis 1993, Gobble Records, Tcher-No-Beat, Altern-Hate, et AfterMatch en 2007.
En 2004, il fait paraître son premier album, I've Got Nothing to Lose, au label français Psychik Genocide. En 2005, il fait paraître un mix aux côtés du compositeur italien Unexist dans l'album Darkcore 9 - Thesessionsoftheunexpected, bien accueilli sur (Partyflock avec une note de 75 sur 100. Il fait paraître un autre mix dans l'album A Nightmare Outdoor Symp.toms vol. 2, aux côtés de The Outside Agency ; là encore, l'album est bien accueilli sur Partyflock avec une note de 81 sur 100. En 2007, Fournier fait paraître son troisième album, Not Design For You, reprenant des échantillons sonores de groupes et artistes comme Metallica et Run–DMC ; l'album est accueilli avec un 60 sur 100 sur Partyflock. Fournier participe également à l'événement Ground Zero Festival de 2008.
En 2012, il signe avec le légendaire label néerlandais Neophyte Records, pour la sortie d'un extended play intitulé Vulgar Display of Power, en collaboration avec Neophyte, Angerfist et Partyraiser. Fournier participe au début de 2014, à l’occasion de la sortie du nouvel album de Radium, Excess Overdrive, à une soirée homonyme est organisée. La même année, il participe à un mix aux côtés de Re-Style  la 13e édition du Project Hardcore.

## Discographie
- 2004 - I've Got Nothing to Lose (Psychik Genocide ; album)
- 2004 - Shake Dat Ass (Psychik Genocide ; album)
- 2007 - Not Design For You (AfterMatch ; album)
- 2012 - Vulgar Display of Power (Neophyte Records, EP)